# Munna hovelli
Munna hovelli är en kräftdjursart som beskrevs av Gary C.B. Poore1984. Munna hovelli ingår i släktet Munna och familjen Munnidae. Inga underarter finns listade i Catalogue of Life.